# James B. McKean
James Bedell McKean (* 5. August 1821 in Bennington, Vermont; † 5. Januar 1879 in Salt Lake City, Utah) war ein US-amerikanischer Offizier, Jurist und Politiker. Zwischen 1859 und 1863 vertrat er den Bundesstaat New York im US-Repräsentantenhaus. Der US-Senator Samuel McKean war sein Onkel.

## Werdegang
James Bedell McKean wurde ungefähr sechseinhalb Jahre nach dem Ende des Britisch-Amerikanischen Krieges in Bennington im Bennington County geboren. Die Familie zog nach New York. McKean verfolgte eine akademische Laufbahn. Er unterrichtete mehrere Male an Bezirksschulen und war einige Zeit einer der Professoren an der Jonesville Academy. 1842 war er Superintendent of the Common Schools in Halfmoon. McKean wurde 1844 zum Colonel des 144. Regiments der Nationalgarde von New York gekürt. Er studierte Jura. Seine Zulassung als Anwalt erhielt er 1849 und begann dann in Ballston Spa im Saratoga County zu praktizieren. Er zog 1851 nach Saratoga Springs. Zwischen 1854 und 1858 war er Bezirksrichter im Saratoga County. Politisch gehörte er der Republikanischen Partei an.
Bei den Kongresswahlen des Jahres 1858 für den 36. Kongress wurde McKean im 15. Wahlbezirk von New York in das US-Repräsentantenhaus in Washington, D.C. gewählt, wo er am 4. März 1859 die Nachfolge von Edward Dodd antrat. Nach einer erfolgreichen Wiederwahl im Jahr 1860 schied er nach dem 3. März 1863 aus dem Kongress aus. Als Kongressabgeordneter hatte er während seiner beiden Amtszeiten den Vorsitz über das Committee on Expenditures im Department of State.
Während des Bürgerkrieges stellte er 1861 das 77. Regiment der New York Volunteers auf und diente dort im Regiment bis zur Rückgabe seines Offizierspatents am 27. Juli 1863 als Colonel. Er wurde 1865 zum Treaty Commissioner in Honduras ernannt. Präsident Ulysses S. Grant ernannte ihn 1870 zum Chief Justice am Supreme Court des Utah-Territoriums – eine Stellung, die er bis 1875 innehatte. Am 5. Januar 1879 verstarb er in Salt Lake City. Sein Leichnam wurde dann auf dem Mount Olivet Cemetery beigesetzt.